# Adolf Matthias (Elektrotechniker)
Adolf Matthias (* 29. Juli 1882 in Trier; † 3. September 1961 in Berlin) war deutscher Pionier der Elektrotechnik in der Gewitter- und Hochspannungsforschung.

## Leben
Die Schulzeit verbrachte er in Koblenz. Von 1902 bis 1906 studierte er Elektrotechnik an der TH Hannover.  Von 1906 bis 1907 war er Betriebsassistent am Städtischen Elektrizitätswerk in Köln. Anschließend ging er zur Bahnfabrik der AEG in Berlin, zunächst als Assistent von Friedrich Eichberg und später als Leiter der Prüffelder und des Entwicklungslaboratoriums der Hochspannungsfabrik. 1913 wurde er von der Technischen Staatslehranstalt Hamburg als Oberlehrer für allgemeine Elektrotechnik und als Leiter des Starkstrom- und Hochspannungslaboratoriums berufen.
Nach dem Ersten Weltkrieg, in dem er als Offizier mit Energiefragen betraut war, wurde er Chefingenieur bei AEG.
1921 wurde von Elektrizitätswerken die Studiengesellschaft für Hochspannungsanlagen gegründet, deren Vorsitzender er wurde. Er forschte hier über Gewittereinwirkungen auf Hochspannungsanlagen, untersuchte Raureifstörungen an Freileitungen und verbesserte Isolierstoffe. Dabei arbeitete er mit den verschiedensten Hochschulinstituten zusammen.

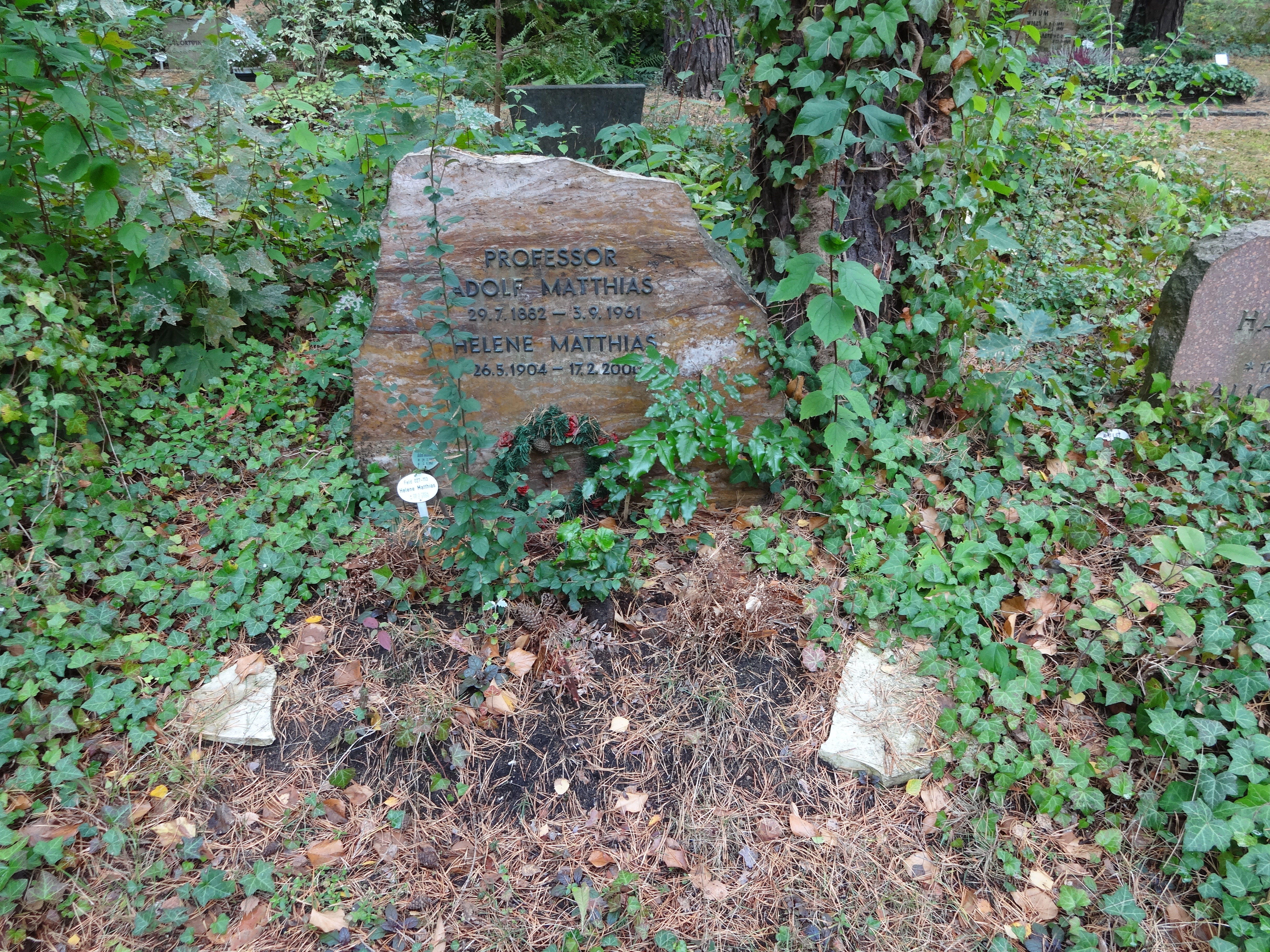
Grabstätte

1925 ernannte die TH Berlin ihn zum Honorarprofessor und im folgenden Jahr zum ordentlichen Professor für Hochspannungstechnik und elektrische Anlagen. Das neue Hochspannungslaboratorium wurde zunächst in einem Lichthof der Hochschule errichtet. Das wichtigste Messgerät wurde das Kathodenstrahloszilloskop. Die Analogie der Kathodenstrahlen zum Lichtstrahl ließ im Institut die Idee einer neuen Mikroskopie entstehen. Ernst Ruska entwickelte dann hier als Doktorand das Elektronenmikroskop. Von der TH siedelte man nach Babelsberg auf das alte Gelände des Kaiser-Wilhelm-Instituts für Sprengstoff über. 1945 wurde das Laboratorium von der Roten Armee demontiert und in die Sowjetunion gebracht.
Matthias kehrte an die neu gegründete TU Berlin zurück und begann mit dem Neuaufbau seines Forschungsgebiets. Er wurde hier Ehrensenator. Nach seinem Tod wurde die neue Einrichtung für Hochspannungsforschung Adolf-Matthias-Institut benannt. Er ist auf dem Waldfriedhof Zehlendorf bestattet.